# Estudiantes de Mérida
Estudiantes de Mérida Fútbol Club ist ein venezolanischer Fußballverein aus dem venezolanischen Mérida. Der Verein wurde 1971 gegründet und trägt seine Heimspiele im Estadio Metropolitano de Mérida aus, das Platz bietet für 42.200 Zuschauer. Estudiantes de Mérida, das zweimal venezolanischer Fußballmeister wurde, spielt derzeit in der Primera División, der höchsten Spielklasse in Venezuela.

## Geschichte
Estudiantes de Mérida wurde am 4. April 1971 gegründet. Der Verein wurde in die zweite venezolanische Fußballliga eingestuft und konnte bereits in der ersten Saison, also 1971, die Copa Venezuela, den nationalen Pokal des Landes, gewinnen. Im Endspiel konnte Anzoátegui FC bezwungen werden. Zwei Jahre später stand der Verein, der mittlerweile erstklassig spielte, erneut im Pokalfinale, man unterlag jedoch diesmal Portuguesa FC. Nachdem der Pokal 1974 nicht ausgetragen wurde, sicherte sich Estudiantes de Mérida 1975 den zweiten Cupsieg durch einen Endspielerfolg gegen Deportivo San Cristóbal. Insgesamt konnte der Verein die Copa Venezuela dreimal gewinnen, ein dritter Erfolg gelang 1985.
In der Saison 1980 konnte Estudiantes de Mérida erstmals die venezolanische Fußballmeisterschaft gewinnen. In der Primera División wurde ein erster Rang vor Portuguesa FC erreicht. In der darauffolgenden Spielzeit wurde man zum bereits vierten Mal nach 1975, 1976 und 1977 Zweiter, Meister wurde diesmal Deportivo Táchira FC. Seinen zweiten und bis heute auch letzten Meisterschaftstriumph errang Estudiantes de Mérida im Jahre 1985, als man Erster wurde vor Deportivo Táchira FC. Danach wurde der Verein noch nicht wieder Meister, wobei drei weitere Vizemeisterschaften zu verzeichnen waren. Derzeit spielt Estudiantes de Mérida in der ersten venezolanischen Fußballliga, man ist derzeit meist im Mittelfeld der Tabelle zu finden.
Estudiantes de Mérida nahm insgesamt sieben Mal an der Copa Libertadores, dem wichtigsten Fußballwettbewerb für Vereinsmannschaften in Südamerika, teil. Die erste Teilnahme datiert aus dem Jahr 1977, wo Estudiantes de Mérida bereits in der Gruppenphase in einer Gruppe mit Ligakonkurrent Portuguesa FC sowie den peruanischen Mannschaften Unión Huaral und Sport Boys ausschied. Auch bei vier weiteren Teilnahmen schied man schon nach der Vorrunde aus dem Turnier aus. Bei der Copa Libertadores 1999 sorgte Estudiantes de Mérida für eine Überraschung, als man sich zunächst in der Qualifikationsrunde durchsetzte und sich für das Turnier qualifizierte und dann auch noch die Gruppenphase als Zweiter hinter Nacional Montevideo und vor CA Bella Vista und CF Monterrey beendete. Im Achtelfinale traf man dann auf die ecuadorianische Mannschaft von Emelec Guayaquil und konnte diese durch ein 3:1 und 0:1 überraschend ausschalten. Im Viertelfinale sorgte der Verein wieder für einen Paukenschlag, als der Vorjahreshalbfinalist Club Cerro Porteño aus Paraguay in Mérida mit 3:0 besiegt wurde. Durch eine 0:4-Niederlage im Rückspiel in Asunción zog aber Cerro Porteño ins Halbfinale ein, wo der paraguayische Verein schließlich an Deportivo Cali scheiterte. Vier Jahre darauf, 2003, nahm Estudiantes de Mérida zum bislang letzten Mal an der Copa Libertadores teil, man überstand jedoch nicht einmal die Qualifikation.

## Erfolge
- Primera División: 2× (1980, 1985)
- Copa Venezuela: 3× (1971, 1975, 1985)
- Teilnahme an der Copa Libertadores: 7×

1977: erste Runde
1978: erste Runde
1981: erste Runde
1982: erste Runde
1987: erste Runde
1999: Viertelfinale
2003: Qualifikation

## Trainerhistorie
- 1976: José Sasía